# Víctor Barberà
Víctor Barberá Romero (Barcelona, España, 20 de agosto de 2004) es un futbolista español que juega de delantero en el F. C. Barcelona Atlètic de la Primera Federación.

## Trayectoria
Es canterano del C. E. Sant Gabriel, y pasó al C. F Damm en 2019. Al año siguiente, en 2020, se incorporó a la cantera del F. C. Barcelona, y en su primer año fue el máximo goleador de la División de Honor Juvenil de Fútbol con 19 goles.
Fue ascendido al F. C. Barcelona Atlètic para el inicio de la temporada 2022-23. Debutó en un partido de la Primera Federación contra el C. D. Alcoyano el 4 de septiembre de 2022.

## Selección nacional
Fue convocado con España sub-19 en septiembre de 2022.

## Estilo de juego
Es hábil en el corte de balones en el área y en los rebotes. Es un jugador inteligente, que suele aparecer por detrás de la defensa y es un fuerte rematador. Es rápido y puede jugar por fuera, pero prefiere quedarse en el área rival. Se ha ganado la comparación en estilo de juego con Robert Lewandowski.

## Estadísticas

### Clubes
Actualizado al último partido disputado el 27 de septiembre de 2024.
| Club                             | Div.          | Temporada     | Liga  | Liga  | Liga   | Copas nacionales | Copas nacionales | Copas nacionales | Copas internacionales | Copas internacionales | Copas internacionales | Total | Total | Total  |
| Club                             | Div.          | Temporada     | Part. | Goles | Asist. | Part.            | Goles            | Asist.           | Part.                 | Goles                 | Asist.                | Part. | Goles | Asist. |
| -------------------------------- | ------------- | ------------- | ----- | ----- | ------ | ---------------- | ---------------- | ---------------- | --------------------- | --------------------- | --------------------- | ----- | ----- | ------ |
| F. C. Barcelona Atlètic · España | 1.ª F         | 2022-23       | 23    | 8     | 1      | ―                | ―                | ―                | ―                     | ―                     | ―                     | 23    | 8     | 1      |
| Club NXT · Bélgica               | 2.ª           | 2023-24       | 19    | 6     | 2      | ―                | ―                | ―                | ―                     | ―                     | ―                     | 19    | 6     | 2      |
| Club NXT · Bélgica               | Total club    | Total club    | 19    | 6     | 2      | 0                | 0                | 0                | 0                     | 0                     | 0                     | 19    | 6     | 2      |
| Club Brujas · Bélgica            | 1.ª           | 2023-24       | 4     | 0     | 0      | 2                | 0                | 0                | 1                     | 0                     | 0                     | 7     | 0     | 0      |
| Club Brujas · Bélgica            | Total club    | Total club    | 4     | 0     | 0      | 2                | 0                | 0                | 1                     | 0                     | 0                     | 7     | 0     | 0      |
| F. C. Barcelona Atlètic · España | 1.ª F         | 2024-25       | 5     | 1     | 0      | ―                | ―                | ―                | ―                     | ―                     | ―                     | 5     | 1     | 0      |
| F. C. Barcelona Atlètic · España | Total club    | Total club    | 28    | 9     | 1      | 0                | 0                | 0                | 0                     | 0                     | 0                     | 28    | 9     | 1      |
| Total carrera                    | Total carrera | Total carrera | 51    | 15    | 3      | 2                | 0                | 0                | 1                     | 0                     | 0                     | 54    | 15    | 3      |

## Palmarés

### Títulos nacionales
| Título     | Club        | País    | Año     |
| ---------- | ----------- | ------- | ------- |
| Pro League | Club Brujas | Bélgica | 2023-24 |